# Lower Hutt City AFC
Der Lower Hutt City Association Football Club ist ein neuseeländischer Fußballklub aus Lower Hutt in der Region Wellington.

## Geschichte
Der Klub entstand im Jahr 1968 aus der Fusion der beiden Teams mit den Namen Lower Hutt City (gegründet 1921) sowie Railways (gegründet 1942). Zu Anfang spielte man innerhalb der Central Division 2 und verbrachte von 1976 bis 1978 kurzzeitig auch eine Zeit in der Division 1, bis man sich ab der Spielzeit 1986 auch längerfristig hier halten konnte. Zur Saison 1992 schaffte man dann auch den Sprung in die neue Central Premier League. Ab der Saison 1993 durfte man an der Superclub League teilnehmen, verpasste hier aber stets die National League. Für die Saison 1997/98 bekam man noch einen Platz in der National Summer Soccer League, dort landete man jedoch mit 19 Punkten auf dem letzten Platz. Die darauffolgende North Island Soccer League der Saison 1999 besiegelte dann auch den Abstieg eine Liga tiefer.
Über die folgenden Jahre nahm man weiter an der Premier League teil, zur Saison 2021 dann auch als Teil der Central League im System der wiedereingeführten National League. Hier fungierte man als Farmteam von Wellington Phoenix II, weshalb man auch nicht an der Endrunde teilnehmen konnte, auch wenn man sich mit 41 Punkten über den dritten Platz für diese qualifiziert hatte. Zur Folgesaison wurde man auch in der Central League von der Zweitvertretung ersetzt und spielt seitdem nur noch im Spielbetrieb der Capital Premier.